# Svedjesjön, Jämtland
Svedjesjön är en sjö i Östersunds kommun i Jämtland och ingår i Indalsälvens huvudavrinningsområde. Sjön har en area på 0,878 kvadratkilometer och ligger 376,3 meter över havet. Sjön avvattnas av vattendraget Månstaån. Svedjesjön är en grund sjö som hyser ett stort antal häckande fåglar. Botten består av bleke

## Delavrinningsområde
Svedjesjön ingår i det delavrinningsområde (699997-143615) som SMHI kallar för Utloppet av Svedjesjön. Medelhöjden är 404 meter över havet och ytan är 11,05 kvadratkilometer. Det finns inga avrinningsområden uppströms utan avrinningsområdet är högsta punkten. Månstaån som avvattnar avrinningsområdet har biflödesordning 3, vilket innebär att vattnet flödar genom totalt 3 vattendrag innan det når havet efter 297 kilometer. Avrinningsområdet består mestadels av skog (61 procent) och jordbruk (12 procent). Avrinningsområdet har 0,88 kvadratkilometer vattenytor vilket ger det en sjöprocent på 8 procent.